# سعر الصرف الآجل
سعر الصرف الآجل (يشار إليه أيضًا بالسعر الآجل) هو سعر الصرف الذي يوافق المصرف عنده على استبدال عملة بعملة أخرى في تاريخ مستقبلي عندما يبرم عقدًا آجلًا مع أحد المستثمرين. تدخل الشركات متعددة الجنسيات والمصارف والمؤسسات المالية الأخرى في عقود آجلة للاستفادة من السعر الآجل لأغراض التحوط. يُحدد سعر الصرف الآجل من خلال علاقة التكافؤ بين سعر الصرف الآني والاختلافات في معدلات الفائدة بين البلدين، والتي تعكس التوازن الاقتصادي في سوق الصرف الأجنبي الذي يُقضى بموجبه على فرص المراجحة. عندما تكون معدلات الفائدة في حالة توازن، وعندما تختلف عبر دولتين، فإن شرط التكافؤ يعني أن سعر الصرف الآجل يتضمن علاوة أو خصمًا يعكس الفارق في معدلات الفائدة. لأسعار الصرف الآجلة آثار نظرية مهمة للتنبؤ بأسعار الصرف الآجلة المستقبلية. طرح الاقتصاديون الماليون فرضية مفادها أن السعر الآجل يتنبأ بدقة بالسعر الآني في المستقبل، والذي تختلط الأدلة التجريبية عليه.

## مقدمة
سعر الصرف الآجل هو السعر الذي يرغب المصرف التجاري عنده في الالتزام بتبادل عملة بعملة أخرى في تاريخ مستقبلي محدد. سعر الصرف الآجل هو أحد أنواع الأسعار الآجلة. إنه سعر الصرف الذي يتفاوض عليه المصرف والعميل عند إبرام عقد آجل بالموافقة على شراء أو بيع مبلغ معين من العملة الأجنبية في المستقبل. غالبًا ما تستخدم الشركات متعددة الجنسيات والمؤسسات المالية السوق الآجلة لتحوط الدائنين المستقبليين أو المستحقات المقومة بعملة أجنبية مقابل مخاطر صرف العملات الأجنبية باستخدام عقد آجل لتثبيت سعر صرف آجل. عادةً ما يستخدم التحوط مع العقود الآجلة للمعاملات الكبيرة، بينما تستخدم العقود الآجلة للمعاملات الصغيرة، ويرجع ذلك إلى التخصيص الممنوح للمصارف من خلال العقود الآجلة التي تُتداول خارج البورصة، مقابل توحيد العقود الآجلة التي تُتداول في البورصة. تضع المصارف عادةً أسعارًا آجلة للعملات الرئيسية في تواريخ استحقاق تبلغ شهرًا أو ثلاثة أو ستة أو تسعة أشهر أو اثني عشر شهرًا، ولكن في بعض الحالات، تتوفر عروض أسعار لاستحقاقات أكبر يمكن أن تصل حتى خمس أو عشر سنوات.

## علاقته بتطابق معدل الفائدة المغطى
تطابق سعر الفائدة المغطى هو شرط عدم المراجحة في أسواق الصرف الأجنبي التي تعتمد على توافر السوق الآجلة. يمكن إعادة ترتيبها لإعطاء سعر الصرف الآجل دالة للمتغيرات الأخرى. يعتمد سعر الصرف الآجل على ثلاثة متغيرات معروفة: سعر الصرف الآني ومعدل الفائدة المحلي ومعدل الفائدة الأجنبي، ما يعني أن السعر الآجل هو سعر العقد الآجل الذي يستمد قيمته من تسعير العقود الآنية مع إضافة معلومات حول معدلات الفائدة المتاحة.
تمثل المعادلة التالية تطابق سعر الفائدة المغطى، وهو شرط يقوم بموجبه المستثمرون بإلغاء التعرض لمخاطر صرف العملات الأجنبية (التغيرات غير المتوقعة في أسعار الصرف) باستخدام عقد آجل. في ظل هذا الشرط، سيحقق المستثمر المحلي عوائد متساوية من الاستثمار في الأصول المحلية وتحويل ما يملك من عملة بسعر الصرف الآني، أو من الاستثمار في أصول العملات الأجنبية في بلد بسعر فائدة مختلف وتبادل العملة الأجنبية بالعملة المحلية عند سعر الصرف الآجل الذي جرى التفاوض عليه. لن يبالي المستثمرون بأسعار الفائدة على الودائع في هذه البلدان بسبب التوازن الناتج عن سعر الصرف الآجل. لا يسمح الشرط بفرص المراجحة لأن العائد على الودائع المحلية، 1 + id، يساوي العائد على الودائع الأجنبية، [F / S] (1 + if). إذا لم يُعادَل هذان العائدان باستخدام عقد آجل، فستكون هناك فرصة للمراجحة المحتملة، فيمكن للمستثمر على سبيل المثال اقتراض العملة في البلد الذي يفرض معدلات فائدة أقل، وتحويلها للعملة الأجنبية حسب سعر الصرف الآني لليوم الذي تتم فيه العملية، ثم الاستثمار في بلد أجنبي يقدم معدلات فائدة أعلى.
{\displaystyle (1+i_{d})={\frac {F}{S}}(1+i_{f})}
F  هو سعر الصرف الآجل
S هو سعر الصرف الآني
id    هو معدل الفائدة بالعملة المحلية
if     هو معدل الفائدة بالعملة الأجنبية
يمكن إعادة ترتيب هذه المعادلة لتصبح كما يلي:
{\displaystyle F=S{\frac {(1+i_{d})}{(1+i_{f})}}}